# Tanarthrus salicola
Tanarthrus salicola är en skalbaggsart som beskrevs av Leconte 1875. Tanarthrus salicola ingår i släktet Tanarthrus och familjen kvickbaggar. Inga underarter finns listade i Catalogue of Life.